# Obóz NKWD w Toszku
Toszecki obóz NKWD – obóz dla internowanej ludności cywilnej różnych narodowości, prowadzony przez NKWD w Toszku w 1945 r.

## Historia
Kompleks budowlany wybudowano w 1884 r. Po zakończeniu I wojny światowej w Toszku założono lecznicę dla psychicznie chorych. Istniała ona do 1940 r., kiedy to władze niemieckie urządziły w budynkach głównych szpitala obóz. Przed wkroczeniem Armii Czerwonej w styczniu 1945 r., Niemcy ewakuowali się, pozostawiając oflag jeńców alianckich. Po zajęciu miasta przez Rosjan około 20 stycznia 1945 r. jeńcy zostali uwolnieni, a Sowieci osiedlili się na terenie byłego szpitala.

## Ogólne informacje
Obóz utworzony w maju 1945, istniał do 25 listopada 1945 r. Usytuowany na terenie oflagu dla jeńców alianckich, w zabudowaniach zniszczonego szpitala psychiatrycznego. Podlegał komendanturze we wschodnim Berlinie, w dzielnicy Karlshorst. W lipcu 1945 r. z przepełnionego więzienia w Budziszynie przewieziono do Toszka w trzech transportach 3665 cywilów. Transport odbywał się 6-8 dni, w bydlęcych wagonach kolejowych, w wyniku czego zmarło w nim kilkanaście osób. W obozie znajdowało się już wtedy ok. 1000 więźniów z Wrocławia i Górnego Śląska. Najprawdopodobniej w obozie przebywało 4600 osadzonych, w tym 30 kobiet. Kierownikiem więzienia był płk. Pylajew. 

## Charakterystyka obozu
Toszek był surowym obozem pracy przymusowej, w którym więźniowie pracowali wyłącznie ręcznie, bez narzędzi, na polu i w lesie. Straż często stosowała wobec nich przemoc i w wyniku ciężkich pobić umierali. Ludzie, którzy zmarli podczas pracy pochowani zostali w prowizorycznym grobie na obrzeżach miasta. Więźniowie byli przeważnie umieszczani w głównym budynku obecnego szpitala (blok D). W obozie obowiązywał czas moskiewski. Osadzonych budzono o godz. 3:00 nad ranem głośnymi krzykami. Według jednego z osadzonych, „jedzenia było za mało, aby żyć i za dużo, aby umrzeć”. W obozie znajdowało się trzech lekarzy więźniów.
Prawie codziennie więźniowie pracowali. Po porannym posiłku mężczyzn zestawiano w grupy robocze, które szły kilka kilometrów na olbrzymie kartofliska wokół obozu. Zmuszano ich do pracy od rana do wieczora. Kto zostawał w tyle, był bity pałką. Kobiety miały lżejszą pracę. Pracowały w pralni i w kuchni.

## Tortury
- zmuszanie do ciężkiej i wyczerpującej pracy np. wyrywanie gołymi rękoma wysokich ostów
- bicie więźniów w celach gumowymi wężami wypełnionymi piaskiem
- bicie pałką młodych mężczyzn po narządach płciowych
- bicie więźniów pałkami w drodze na pola
- zmuszanie więźniów do połykania żywych żab
- wciskanie z pomocą bagnetu do ust więźniów żywych myszy (uduszenia)
- rozstrzelanie strzałem w tył głowy (w ten sposób zginął 1 więzień)

## Groby
Zmarłe osoby wywożono na cmentarz żydowski, a później, gdy zabrakło miejsca, na położoną obok piaskownię. Na cmentarzu pochowano ok. 1000 osób, a w kopalni piachu ponad 2000. 
W obozie zginęło ok. 3,3 tys. osób, kolejny tys. zmarło z wycieńczenia, wkrótce po jego opuszczeniu. W dniu likwidacji obozu przy życiu pozostało zaledwie 1375 osób. 

## Pomniki

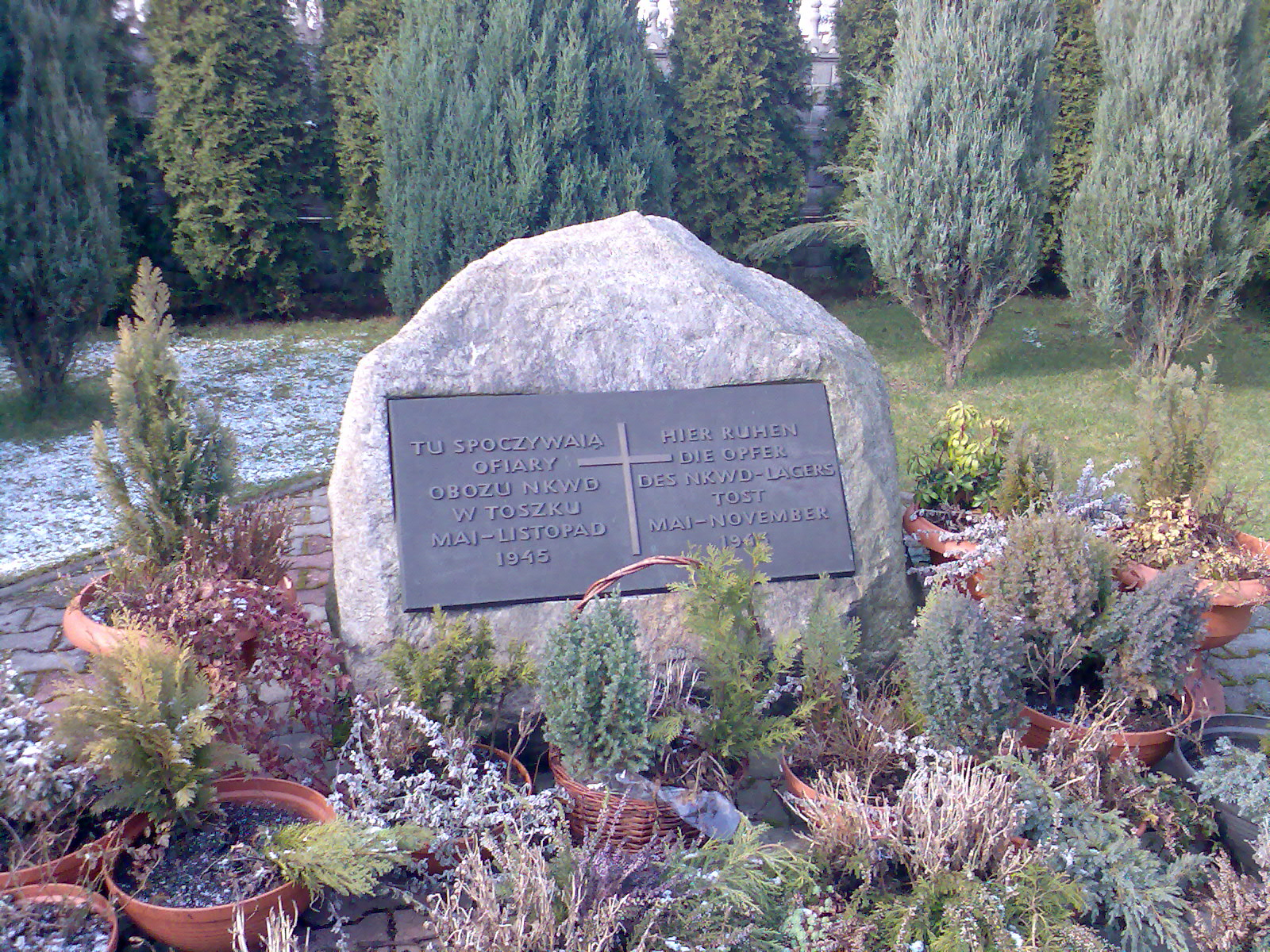
Toszek – Mogiła zbiorowa Obozu NKWD

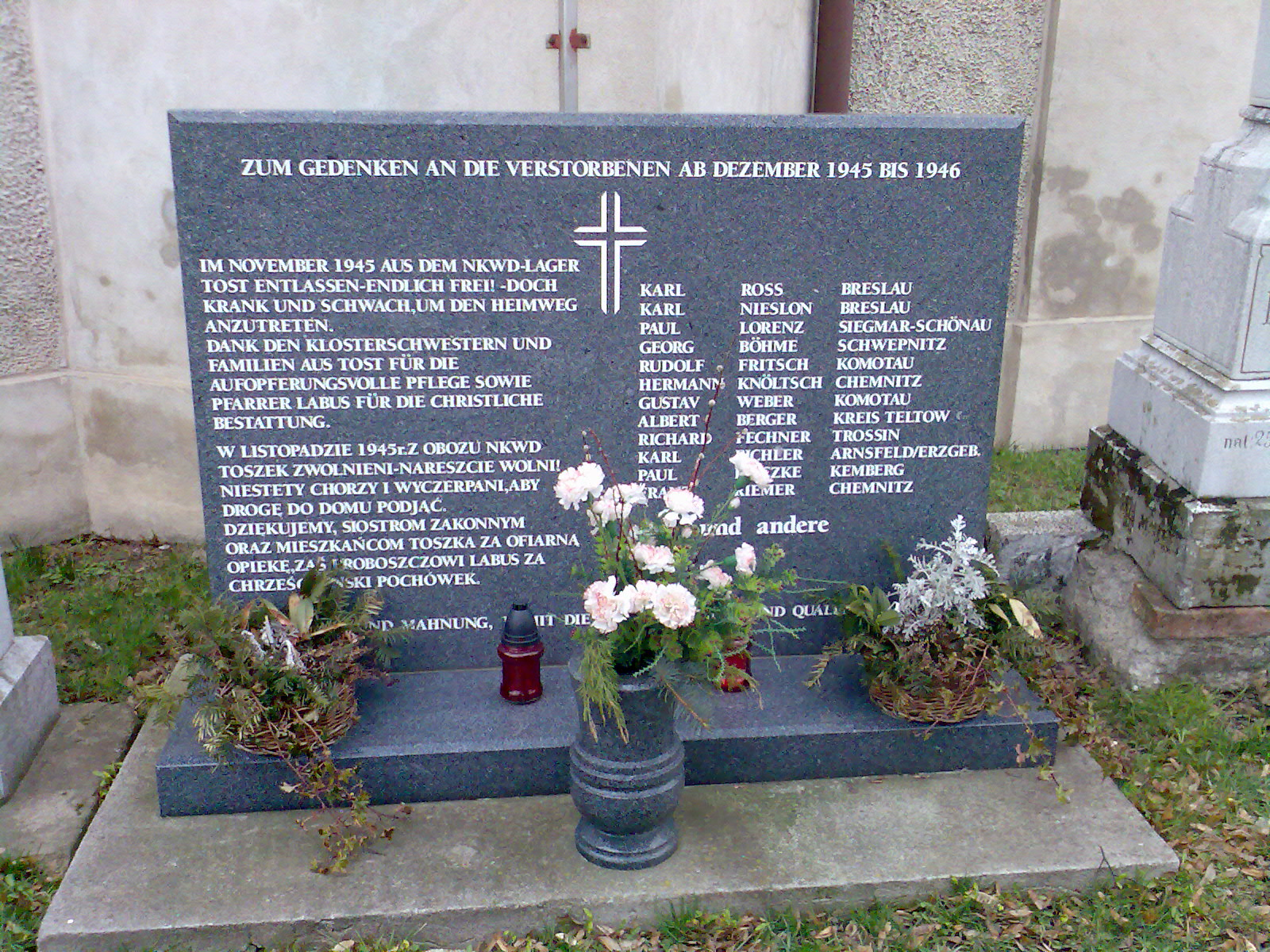
Toszek – Tablica dziękczynna na cmentarzu parafialnym

- Ku pamięci ofiar obozu w 1991 r. ustawiony został głaz narzutowy z tablicą upamiętniającą, w miejscu gdzie pochowane zostały ofiary w 1945 r. – ul. Wielowiejska 12a.
- Na cmentarzu parafialnym ustawiona została tablica dziękczynna, za pomoc więźniom, udzielona przez mieszkańców Toszka po likwidacji obozu w latach 1945–1946 – ul. Parkowa.
- Krzyż pamiątkowy na cmentarzu żydowskim, ustawiony w 1991 r. z inicjatywy Porozumienia Obywatelskiego Toszka i Wielowsi.